# Elvis Grbac
(en) Statistiques sur pro-football-reference
Elvis Grbac (né le 13 août 1970 à Cleveland en Ohio) est un joueur américain de football américain qui jouait en tant que quarterback.
Il a joué comme quarterback au niveau universitaire pour les Wolverines de l'Université du Michigan avant d'être sélectionné par les 49ers de San Francisco lors de la draft 1993 de la NFL. Après avoir passé ses premières saisons avec les 49ers comme remplaçant de Steve Young, remportant au passage une bague du Super Bowl, il rejoint les Chiefs de Kansas City en 1997 et devient leur quarterback titulaire.
À son séjour à Kansas City, il connaît une très bonne saison en 2000 qui lui permet d'être sélectionné au Pro Bowl. Il signe ensuite une entente lucrative avec les Ravens de Baltimore, mais est toutefois coupé après une saison en dessous des attentes. Il se retire après huit saisons dans la NFL.